# Aphaniosoma unicolor
Aphaniosoma unicolor är en tvåvingeart som beskrevs av Friedrich Georg Hendel 1933. Aphaniosoma unicolor ingår i släktet Aphaniosoma och familjen gulflugor. Inga underarter finns listade i Catalogue of Life.